# Idioma aché
El idioma aché o guayakí es una lengua tupí-guaraní hablada por la etnia aché en Paraguay. Los seis dialectos del aché son lo suficientemente diferentes para producir algunos problemas en la comunicación, ya que no son del todo inteligibles mutuamente.
Los achés, que significa "hombre" según su autodenominación, son también conocidos en la literatura etnográfica como guaiakí, guaiaqui, guayakí, ' y 'guoyagui' (que significa "ratas rabiosas" o "ratas feroces").
Su vocabulario revela un guaraní arcaico, mientras que la morfosintaxis ha conservado la estructura de un substrato no guaraní, difícil de identificar con precisión. Su "guaranización" se procesó posiblemente a través de elementos de tipo mbyá, como lo indican algunas referencias culturales y semejanzas lingüísticas. En los asentamientos actuales los aché van usando el guaraní paraguayo coloquial y el idioma español, sin embargo aún conservan su lengua.
Según la página Ethnologue, es hablada por 1360 personas (2007) y presenta seis variantes dialectales.